# Center mot arbetslivskriminalitet
Center mot arbetslivskriminalitet (AKC) är myndighetsgemensamma regionala center för att bekämpa arbetslivskriminalitet. AKC började inrättas 2022 på initiativ av dåvarande biträdande arbetsmarknadsminister Johan Danielsson och finns numera i Sveriges alla sju polisregioner.
De samverkande myndigheterna är Arbetsmiljöverket, Polismyndigheten, Arbetsförmedlingen, Ekobrottsmyndigheten, Försäkringskassan, Jämställdhetsmyndigheten, Migrationsverket, Skatteverket och Åklagarmyndigheten. De genomför arbetsplatsinspektioner för att upptäcka brott såsom svart arbetskraft, anställda som saknar rätt att arbeta i Sverige, farlig arbetsmiljö eller arbetskraft som utsatts för människohandel eller människoexploatering.